# Charles Olier de Nointel
Charles Marie François Olier, marquis de Nointel (1635-1685) est un diplomate français du Grand Siècle, connu pour son cabinet de curiosités.

## Biographie
Né à Paris, fils d'Édouard, 1er marquis de Nointel (1603-1665, cousin germain de Jean-Jacques Olier de Verneuil), il suit d'abord la carrière de la magistrature. Il est chargé en 1670 d'une mission diplomatique relative aux Échelles du Levant et au commerce de la mer Rouge.
Nommé ambassadeur près la Sublime Porte, il est tout particulièrement chargé du renouvellement des capitulations, actes qui réglaient les privilèges accordés par le Sultan aux Français. Il obtient en juin 1673 une réduction des droits de douane, mettant ainsi la France, l’Angleterre et les Provinces-Unies sur un pied d’égalité et relançant par là-même le commerce français avec l’Orient.
Parallèlement, Nointel tente de faire adopter un protectorat de la France sur les missions chrétiennes de l’Empire ottoman, mais le résultat est si ambigu qu'il est la source de nombreux litiges ultérieurs.
En septembre 1673, il entreprend une tournée dans les Échelles pour faire enregistrer l’ensemble des nouvelles prérogatives : cette expédition, qui dure dix-sept mois, le conduit à Chios, dans les Cyclades, en Palestine, en Égypte et s’achève à Athènes. Ce voyage est en partie raconté par Antoine Des Barres dans L'Estat présent de l'archipel paru à Paris en 1678.
Il fait en Orient de précieuses acquisitions de médailles (nom donné alors aux pièces de monnaie), de marbres, et autres objets d'art et d'antiquités : mais il se laisse entraîner par ces recherches à tant de dépenses que Louis XIV, ne voulant plus payer ses dettes, le rappelle en 1680.
En 2018, lors de la rénovation à Paris d'une boutique pour Oscar de la Renta (4, rue de Marignan) est découvert un tableau de 1674 par Arnould de Vuez Arrivée du Marquis de Nointel à Jérusalem. Il y avait quatre grandes toiles relatant le voyage de marquis au Moyen-Orient en 1673. Elles ont été installées sur les murs d'un salon d'apparat à Constantinople. À son retour en France Nointel a rapporté toutes ses collections, dont certaines pièces sont actuellement au Louvre. L'une de ces quatre toiles est actuellement au musée d'Athènes, alors que deux autres ont disparu.

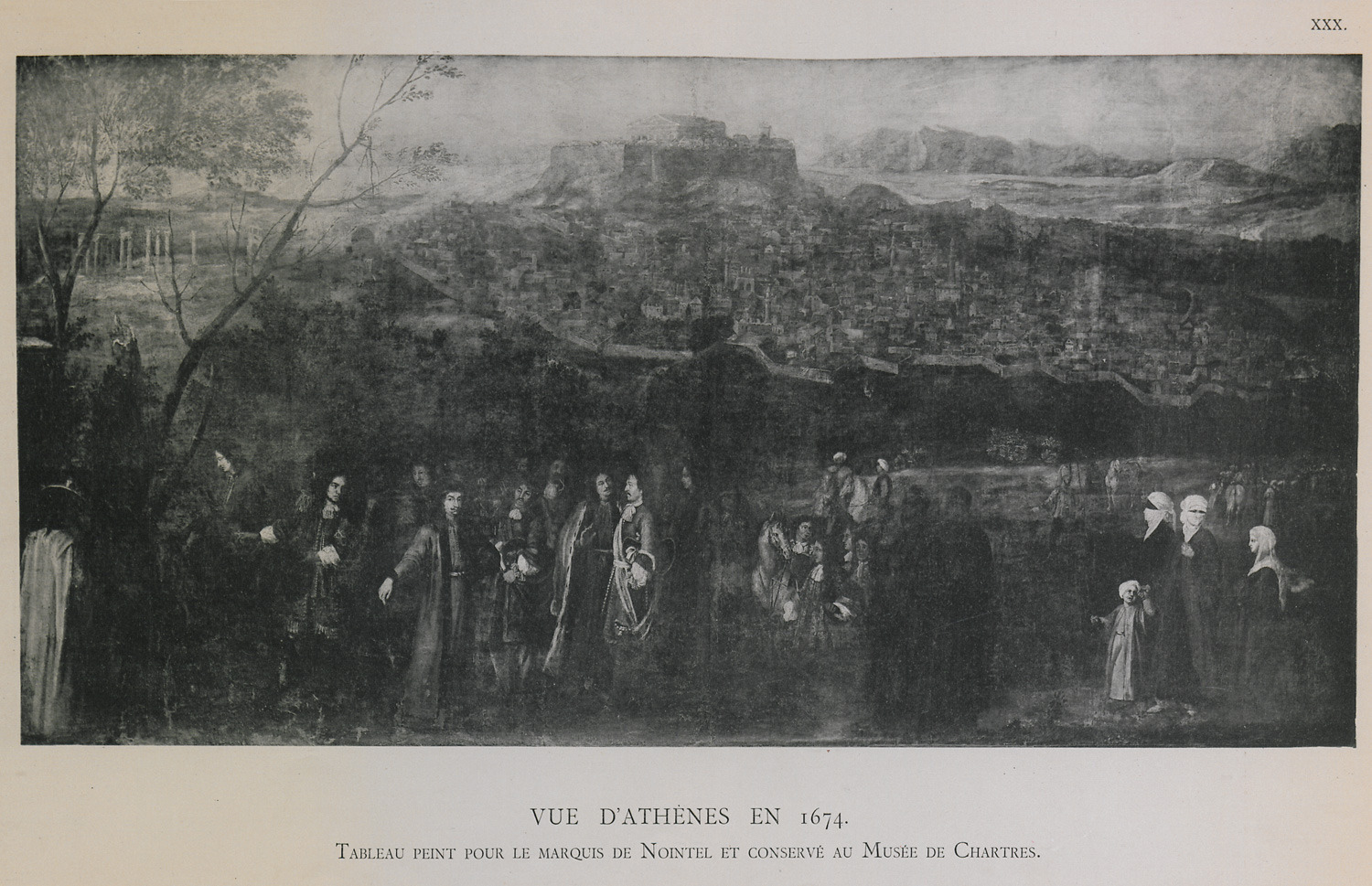
« Vue d'Athènes en 1674 - Tableau peint pour le marquis de Nointel et conservé au Musée de Chartres. »
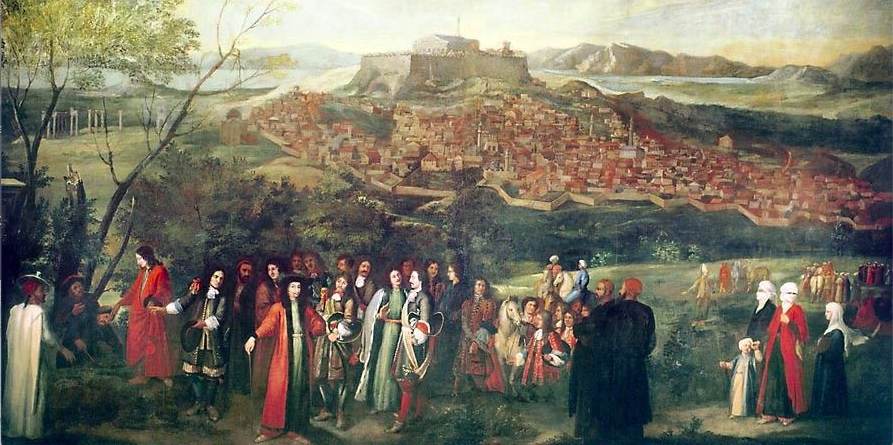
Tableau attribué à Jacques Carrey (1649-1726).

## Sources
- Marie-Nicolas Bouillet  et Alexis Chassang (dir.), « Charles Olier, marquis de Nointel » dans Dictionnaire universel d’histoire et de géographie, 1878 (lire sur Wikisource)
- Albert Vandal, L'Odyssée d'un ambassadeur : les voyages du marquis de Nointel, 1670-1680, Paris, Plon-Nourrit et Cie, 1900, 355 p. (lire en ligne)